# Ashley Massaro
Ashley Marie Massaro (født d. 26. maj 1979, 16. maj 2019) var en amerikansk fribryder, der deltog i World Wrestling Entertainment som Ashley. Hun medvirkede også medvirket i den amerikanske udgave af Robinson Ekspeditionen, Survivor.Som alle wrestlere, havde hun et specialangreb; Ashleys angreb hed “Starstruck”. 